# 金熙虎
金 熙虎（キム・ヒホ、朝鮮語: 김희호、1981年6月26日 - 2021年7月7日）は、大韓民国出身のサッカー指導者。

## 来歴
ソウル体育高等学校、仁川大学校までは選手としてプレー。しかし大学時代に負った怪我などの影響で選手生活にピリオドを打ち、指導者の道に進んだ。イギリスへ留学し英語を一から学んだ後、イギリス国内のスポーツ分野で有名なウェールズ大学カーディフ校大学院のコーチング科学の修士課程を修了。2008年に韓国人として初めてUEFA公認B級コーチライセンスを取得。取得の際には、オーレ・グンナー・スールシャール、ライアン・ギグス、ガリー・ネヴィルとともにFAが主催する指導者コースの教育を受けた。
2009年に帰国した後は、大韓サッカー協会の通訳などで活躍。2010年から尹晶煥がヘッドコーチ（後に監督）を務める日本のサガン鳥栖のコーチに就任した。尹晶煥とは坡州NFC（サッカー韓国代表ナショナルトレーニングセンター）で前年出会っていた。2012年4月7日のJ1第5節名古屋グランパス戦で、前の試合で退席処分を受けた影響で1試合のベンチ入り停止処分を受けた尹晶煥に代わり、監督代行として指揮を執った。なおこの時30歳9カ月と12日とJリーグ史上最年少で指揮を執っている。
尹がチームを去った2015年以降は韓国のクラブでコーチを務め、2018年は湘南ベルマーレのコーチも務めたが、2019年に鳥栖に復帰。ルイス・カレーラスの退任に伴い金明輝が監督に就任すると、ヘッドコーチとして金を支えた。9月23日、アカデミーコーチへの異動とが発表された。
2020年、鄭正溶の招きを受けてソウルイーランドFCのコーチを務めていたが、2021年7月7日に亡くなったことがソウルイーランドFCから発表された。コーチとして在籍した鳥栖および湘南も公式サイトで哀悼の意を表した。

## 学歴
- ソウル体育高等学校（朝鮮語版）
- 仁川大学校
- ウェールズ大学カーディフ校大学院

## 指導歴
- 2009年  KFC テクニカルコーチ コーチ
- 2010年 - 2014年  サガン鳥栖 コーチ
- 2015年  ソウルイーランドFC コーチ[10]
- 2016年  釜山アイパーク コーチ[5]
- 2017年  城南FC コーチ[5]
- 2018年  湘南ベルマーレ コーチ[5]
- 2019年  サガン鳥栖
  - 2019年 - 同年5月 トップチームコーチ[11]
  - 2019年5月 - 同年9月 トップチームヘッドコーチ[12]
  - 2019年9月 - 同年12月 アカデミーコーチ[6]
- 2020年 - 2021年  ソウルイーランドFC コーチ